# American Imago
American Imago es una revista académica de publicación trimestral establecida por Sigmund Freud y Hanns Sachs en 1939 (sucesora de Imago, fundada por Freud, Sachs y Otto Rank en Viena en 1912), con la intención de congregar a los analistas clásicos. Publica artículos de vanguardia y reseñas de libros y su objetivo es explorar la historia y el papel del psicoanálisis en la cultura, la literatura y las ciencias sociales, al mismo tiempo tomando en cuenta su relación con otras disciplinas como el arte, la antropología, la historia, la música, la filosofía, la religión y la política. 
Sachs mismo fue el redactor jefe desde que comenzó a publicarse la revista y permaneció en el puesto casi hasta la fecha de su fallecimiento en 1947. El actual redactor jefe es Peter L. Rudnytsky de la Universidad de Florida. La revista es publicada por la editorial Johns Hopkins University Press desde 1991.